# Josef Dachs
Josef Dachs (Ratisbona, 30 settembre 1825 – Vienna, 6 giugno 1896) è stato un pianista austriaco, e un apprezzato insegnante di musica.

## Biografia
Studiò musica con grandi maestri come Simon Sechter e Carl Czerny. Fu un pianista di grande notorietà ed eseguì molte opere in prima esecuzione.
Divenne professore all'Universität für Musik und darstellende Kunst Wien nel 1850. Fra i suoi allievi vi furono musicisti come Hugo Wolf, Ferdinand Löwe, Vladimir de Pachmann e Anton Rubinstein, quest'ultimo certamente il più famoso.